# Ambulyx celebensis
Ambulyx celebensis là một loài bướm đêm thuộc họ Sphingidae. Nó được miêu tả bởi Jordan năm 1919, và được tìm thấy ở Indonesia.

## Phụ loài
- Ambulyx celebensis celebensis (Sulawesi)
- Ambulyx celebensis banggaiensis Brechlin & Kitching, 2010 (Sula)